# Michał Gliwa
Michał Gliwa (8 d'abril de 1988 a Rzeszów) és un futbolista polonès que juga de porter pel Polonia Warszawa.

## Carrera
Es va unir al Polonia el 2008 a causa de la fusió amb el Dyskobolia Grodzisk.